# سمير البكوش
سمير البكوش ولد يوم 29 نوفمبر 1953، وتوفي بالعاصمة التونسية يوم 18 سبتمبر 2008، جامعي ومؤرخ تونسي.

## حياته
درس تعليمه العالي بكلية الآداب والعلوم الإنسانية (شارع 9 أفريل) بالعاصمة، وحصل على الأستاذية في التاريخ عام 1979. التحق بالمعاهد الثانوية لتدريس مادتي التاريخ والجغرافيا، وأنجز خلال ذلك أطروحة دكتوراه في التاريخ المعاصر وناقشها عام 1999 ثم انتدب في التعليم العالي ليلتحق بكلية الآداب بمنوبة حيث درّس تاريخ تونس والتاريخ الغربي. ألقى دروس التاريخ الموجهة للتلاميذ والطلبة من خلال قنوات الإذاعة والتلفزة التونسية. كان من المساهمين في انطلاق واستمرار الندوات السنوية الخاصة بالتاريخ الجهوي والتي انتظمت على التوالي بكل من جندوبة 2005 وقفصة 2006 والقصرين 2007 وقابس 2008. كما كان من العناصر النشيطة في وحدة البحث حول الجمعيات والتي تنشط في كلية الآداب بمنوبة.

## اهتمامه البحثي
اهتم في بحوثه بعدة موضوعات إذ تناول حركة طلبة الزيتونة والعمّال المهاجرين إلى فرنسا والحركة النقابية في تونس وقيادات الحركة الوطنية، وأصداء اندلاع الثورة الجزائرية بالبلاد التونسية ... وصدر له:
- القيروان : 1881 - 1939 من المقاومة المسلحة إلى المقاومة المنظمة، تونس: كلية الآداب والفنون والإنسانيات بمنوبة، ط 1، 2006، ط2: 2009.[2]

## الإشارات المرجعية
1. ↑   سمير البكوش، القيروان 1881-1939 من المقاومة المسلحة إلى المقاومة المنظّمة نسخة محفوظة 30 أكتوبر 2016 على موقع واي باك مشين.
2. ↑   ساعات بين الكتب نسخة محفوظة 30 أكتوبر 2016 على موقع واي باك مشين.